# پوتایه (ساتراپی هخامنشی)
پوتایه (به پارسی باستان: 𐎱𐎢𐎫𐎠𐎹 Putāya) یا لیبی، یکی از ساتراپی‌های هخامنشی، براساس سنگ‌نوشته داریوش یکم در نقش رستم و کتیبه خشایارشا است. برابر با منطقه امروزی شرق لیبی (سیرنائیکا) بود. همچنین هرودوت آن را بخشی از ناحیه ششم ذکر کرده‌ است که شامل سیرنه، دولت‌شهر یونانی در لیبی نیز می‌شد.
هنگامی که کمبوجیه دوم، مصر را فتح کرد، پادشاه سیرنه، آرگسیلائوس سوم، طرف ایران را گرفت. هنگامی که او در تلاش برای حفظ قدرت کشته شد، ملکه فِرِدیما از ایرانی‌ها دعوت کرد تا سیرنه را تصرف کنند. ساتراپ مصر، آریاونده، این را پذیرفت و لشکری زیر نظر دو ایرانی برای حمایت از فِرِدیما فرستاد.
این سفر نزدیک به یک سال به طول انجامید و سبب تصرف سرزمین‌های لیبی امروزی شد. ایرانی‌ها تا دوردست‌های غرب تا بنغازی امروزی نفوذ کردند.
یک پادشاه دست نشانده به نام واتوس چهارم منصوب شد و منطقه سیرنائیکا در شرق لیبی امروزی، به یک ساتراپی هخامنشی تبدیل شد.

نقشه منطقه سیرنائیکا، شهر سیرنه و شهرهای اطراف آن

در سال ۴۴۰ پ.م. آرگسیلائوس چهارم آخرین پادشاه دست نشانده هخامنشی به همراه پسرش توسط شهروندان سیرنه کشته شدند، سیرنه با قتل پادشاه دست‌ نشانده هخامنشی توسط مردم، به یک جمهوری دست‌ نشانده هخامشنی تبدیل شد. این احتمال وجود دارد که سیرنه با شورش در ساتراپی مصر در سال ۴۰۴ پ.م.چ به استقلال رسیده باشد. اما در نهایت، پس از جنگ‌های اسکندر، کنترل هخامنشیان بر این منطقه از بین رفت. سیرنه در سال ۳۳۱ پ.م توسط اسکندر مقدونی فتح شد و در طی تقسیم امپراتوری اسکندر به دست بطلمیوس یکم افتاد. در ۲۷۶ پ.م.چ دوباره استقلال خود را اعلام کرد.